# Ulla Nilsson
Ulla Nilsson, född 10 juli 1956 i Arvika, död 26 oktober 2016 på samma ort, var en svensk keramiker.
Ulla Nilsson tillhörde en släkt som arbetat med lera sedan början av 1830-talet. Hon började redan som barn att lära sig dreja hos sin farmors bror Samuel Johansson i dennes verkstad, men avråddes från att bli keramiker av sin släkt som ansåg att det var för tungt för en kvinna. Nilsson inledde ändå sin utbildning på Kyrkeruds folkhögskola utanför Årjäng och antogs 1976 på Konstfackskolans teckningslärarlinje och utexaminerades 1980. Under hela utbildningstiden gick hon på Konstfackskolans aftonskola i keramik.
Efter avslutad utbildning flyttade Nilsson tillbaka till hemstaden Arvika där hon arbetade deltid som lärare samtidigt som hon satte upp sin keramikverkstad i en byggnad vid barndomshemmet Lillälven, strax utanför Arvika. Nilsson arbetade som lärare fram tills en dotter föddes 1992 då hon helt övergick till att arbeta med keramik.
Redan i början av sin karriär som keramiker blev hon medlem i Arvika Konsthantverk och var under många år föreningens ordförande.

## Utställningar i urval
- 2009 – Rackstadmuseet, medverkan[3]
- 2017 – Rackstadmuseet, minnesutställning[4]

## Utmärkelser
- 2009 – Kulturstipendium, Wermländska Sällskapet i Stockholm[5]

## Bilder

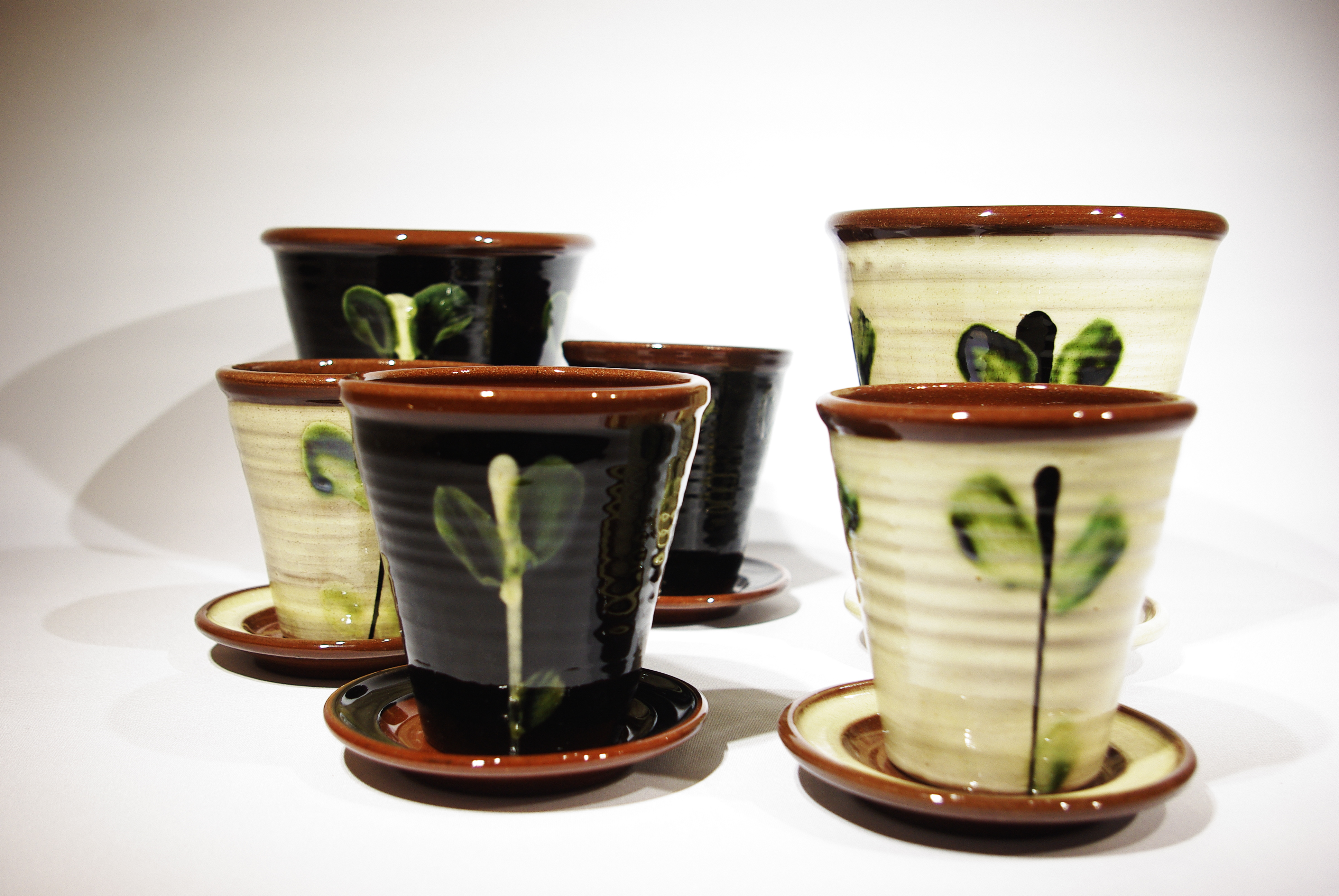
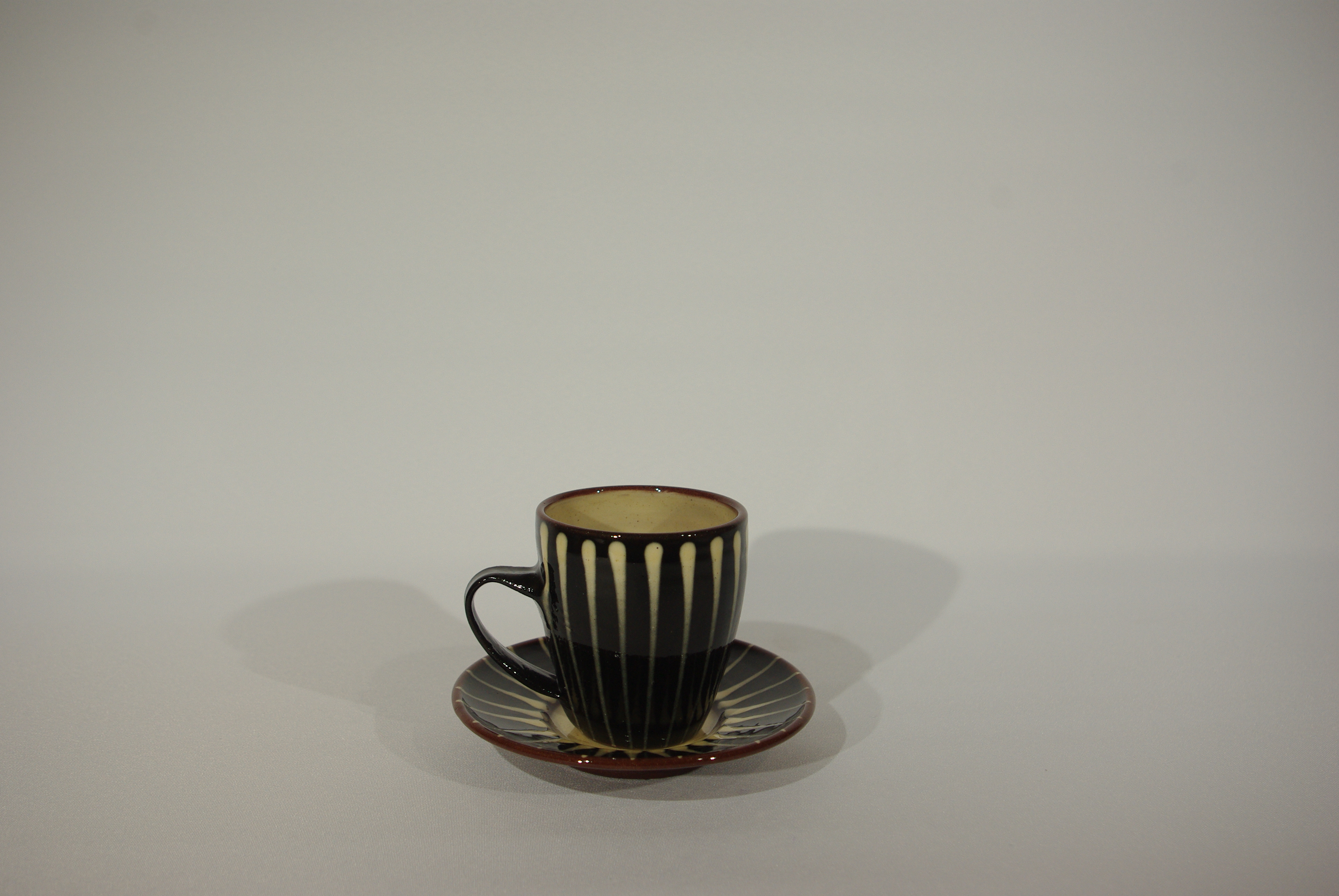
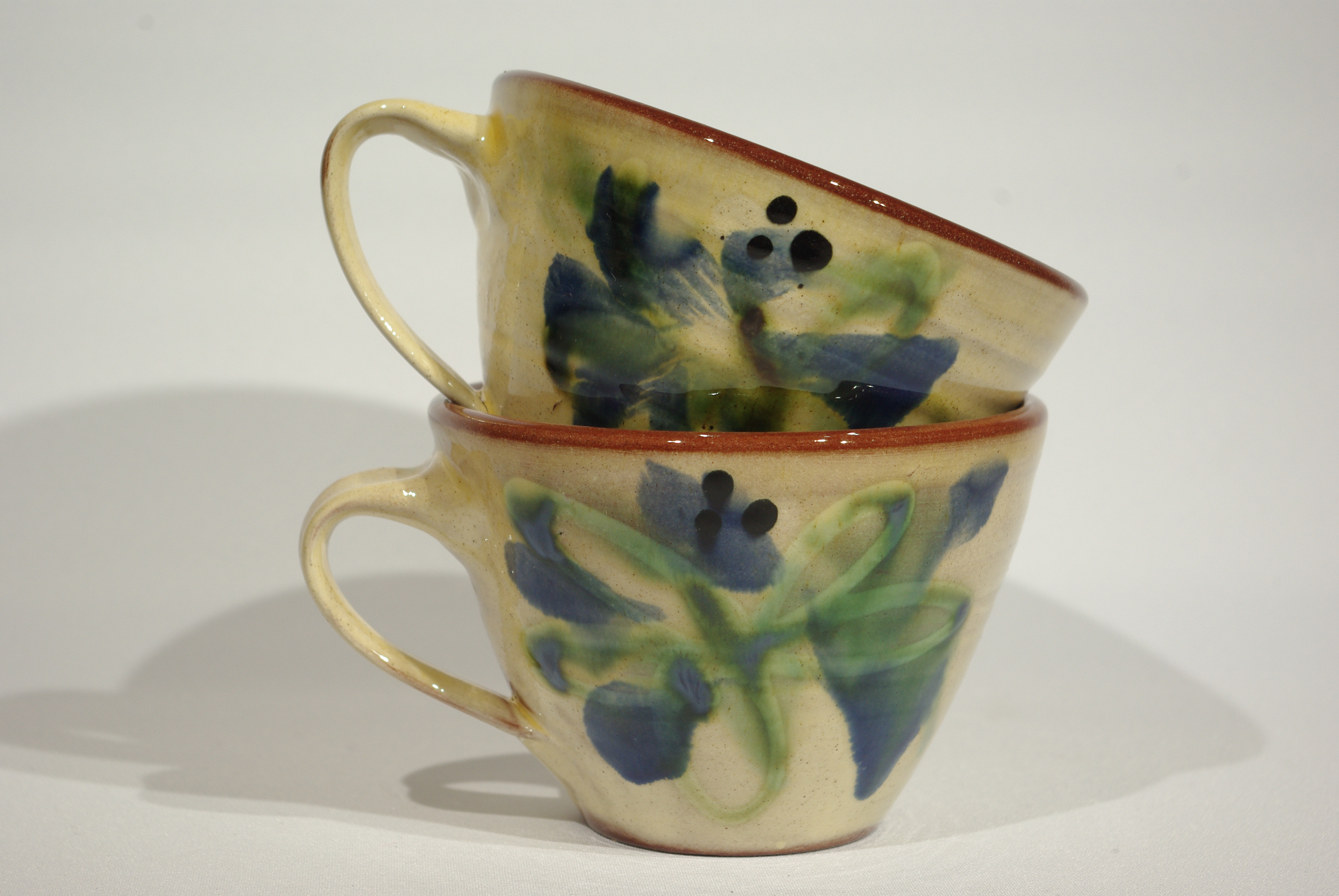
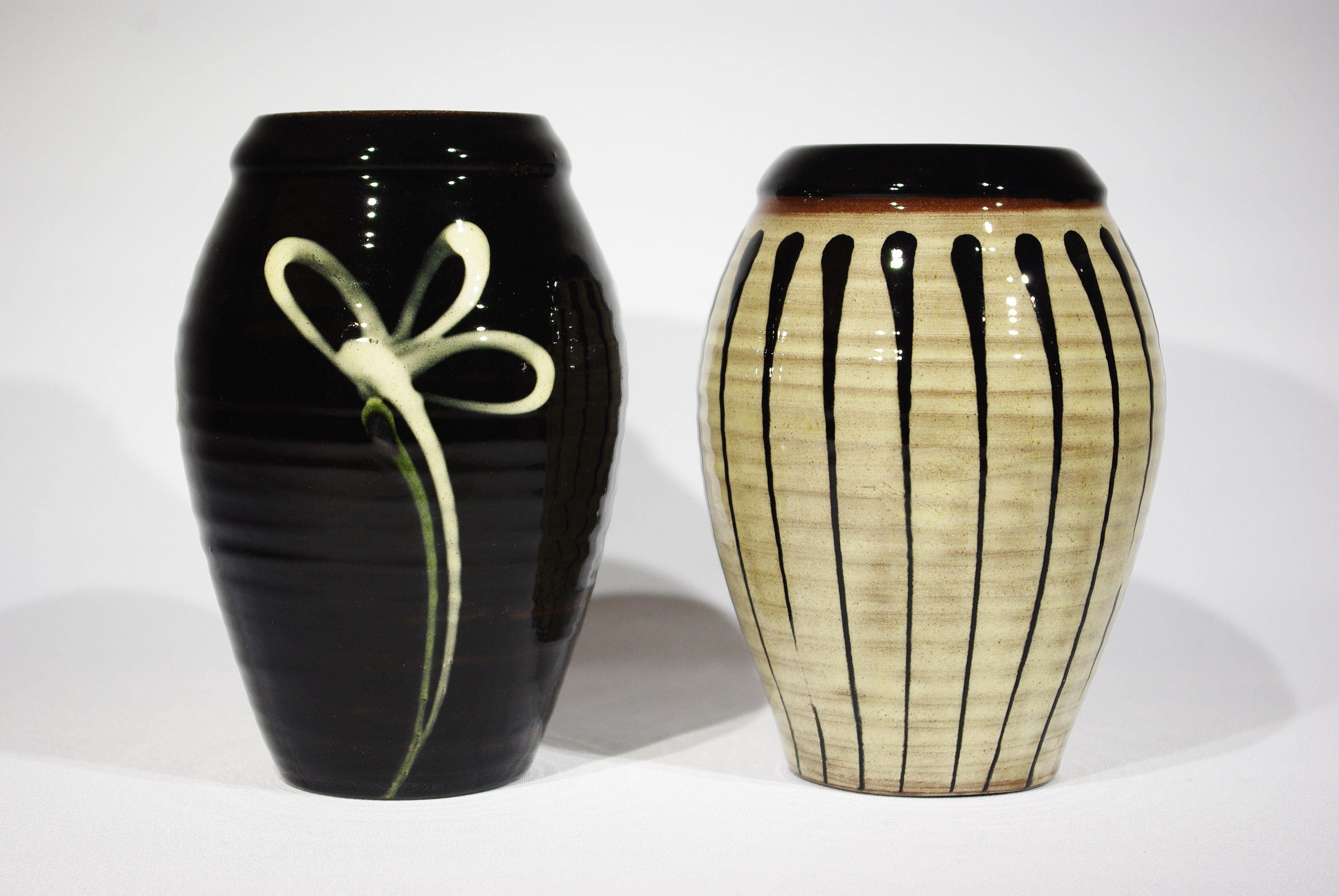